# Sevdiğin, Altıntaş
Sevdiğin là một xã thuộc huyện Altıntaş, tỉnh Kütahya, Thổ Nhĩ Kỳ. Dân số thời điểm năm 2008 là 680 người.